# Omarion
Omari Ishmael Grandberry (12 de novembro de 1984), conhecido por seu nome artístico Omarion, é um cantor, compositor, ator e dançarino americano. Ele também é conhecido como o vocalista do grupo B2K. 

## Carreira
Omarion se juntou ao grupo B2K em 1999. Ele era o vocalista principal do grupo, eles lançaram seu primeiro álbum, auto-intitulado "B2K" em 12 de março de 2002. O álbum alcançou a posição #2 na Billboard 200. Em dezembro do mesmo ano eles lançaram o álbum, Pandemonium!, que teve o single de maior sucesso do grupo, "Bump, Bump, Bump" com P. Diddy. O single alcançou o primeiro lugar na Billboard Hot 100. Em 2004 o grupo se separou e Omarion seguiu carreira solo. 
Em 2004, Omarion apareceu no filme You Got Served junto com Marques Houston e seus antigos companheiros do B2K, J-Boog, Lil' Fizz e Raz-B. 
Em 22 de fevereiro de 2005, Omarion lançou seu primeiro álbum solo "O". O álbum estreou em primeiro lugar nas paradas Billboard 200. O primeiro single do álbum foi "O", o single atingiu o número 27 nas paradas da Billboard Hot 100. O segundo single, "Touch", chegou ao número 94 na Billboard Hot 100. O álbum vendeu mais de 758.000 cópias nos Estados Unidos desde o seu lançamento e foi certificado com disco de ouro pela (RIAA). Omarion recebeu uma indicação ao Grammy de 2006 na categoria de Melhor Álbum R&B. 
Em 26 de dezembro de 2006, Omarion lançou seu segundo álbum "21". O álbum estreou em primeiro lugar nas paradas Billboard 200. O primeiro single do álbum foi "Entourage". O segundo single "Ice Box", produzido por Timbaland, alcançou o 12º lugar na Billboard Hot 100 ganhando a certificação de ouro pela (RIAA).
No final de 2007, Omarion e Bow Wow gravaram um álbum juntos intitulado "Face Off". O álbum vendeu mais de 100.000 cópias em sua primeira semana. Ao todo o álbum vendeu mais de 500.000 cópias, alcançando a certificação de ouro pela (RIAA). O primeiro single do álbum foi "Girlfriend", e seu segundo single foi "Hey Baby".
Em 2014 Omarion lançou o single "Post to Be" com participação de Chris Brown e Jhené Aiko. O single teve muito sucesso alcançando o 13º lugar na Billboard Hot 100 e foi certificado em platina 3 vezes pela (RIAA). O videoclipe do single já passou dos 600 milhões de visualizações no YouTube.
Omarion já foi indicado para vários prêmios, como BET Awards (ganhando dois), Grammy Awards, MTV Movie Awards, Teen Choice Awards, American Music Awards entre outros.

## Discografia

### Álbuns de estúdio
- O (2005)
- 21 (2006)
- Ollusion (2010)
- Sex Playlist (2014)
- Reasons (2016)

## Filmografia

### Cinema
| Ano  | Titulo                 | Papel              |
| ---- | ---------------------- | ------------------ |
| 2004 | You Got Served         | David              |
| 2004 | The Bernie Mac Show    | Shonte             |
| 2004 | Fat Albert             | Reggie             |
| 2005 | Cuts                   | Darius             |
| 2005 | The Proud Family Movie | Fifteen Cent (Voz) |
| 2007 | Somebody Help Me       | Darryl Jennings    |
| 2007 | Feel the Noise         | Rob                |
| 2010 | Wrong Side of Town     | Stash              |
| 2010 | Somebody Help Me 2     | Darryl Jennings    |

### Televisão
| Ano        | Titulo                        | Papel             | Informações                                         |
| ---------- | ----------------------------- | ----------------- | --------------------------------------------------- |
| 2004, 2005 | The Bernie Mac Show           | Shonte            | Episodio:"Family Reunion" e "Who Gives This Bride"  |
| 2004, 2006 | One on One                    | Darius / Nytmared | Episodio:"East Meets East Coast" e "Double Trouble" |
| 2009       | Kourtney and Khloe Take Miami | Ele mesmo         | Episodio:"All Men are Dogs"                         |
| 2010       | America's Best Dance Crew     | Ele mesmo         | Substituindo o ex-jurado Shane Sparks               |
| 2012       | Let's Stay Together           | Julian            | Episodio:The Choice is Yours                        |
| 2014–2015  | Love & Hip Hop: Hollywood     | Ele mesmo         | Elenco principal                                    |